# Folklore (Taylor Swift)
Folklore (gestileerd als folklore) is het achtste studioalbum van de Amerikaanse zangeres Taylor Swift. Het album verscheen op 24 juli 2020, nadat Swift het een dag eerder aankondigde. Swift won een Grammy voor album van het jaar voor folklore, waardoor ze de eerste vrouwelijke artiest werd die deze prijs drie keer heeft gewonnen.

## Achtergrond
Swift schreef folklore tijdens de coronapandemie. Ze werkte vanuit huis en nam het album daar ook op, maar ze werkte ook samen met schrijvers en producers Aaron Dessner (van de rockband The National), William Bowery en Jack Antonoff. Daarnaast schreef ze het nummer "exile" met Bon Iver en nam dat ook met hen op.
Op 23 juli 2020 kondigde Swift aan dat ze folklore de volgende dag uit zou brengen. Ze liet daarbij ook weten dat de videoclip van het nummer "cardigan" tegelijkertijd zou verschijnen.
In tegenstelling tot veel van Swifts eerdere albums is folklore minder autobiografisch en meer gebaseerd op de verhalen van anderen en fictieve personages.

## Singles
"Cardigan" was de eerste single van folklore en verscheen tegelijk met het album. Het kwam op de eerste plek binnen in de Billboard Hot 100 in de Verenigde Staten. Dit is de tweede single waarbij Swift dit lukt; de eerste was "Shake It Off". Het is ook Swifts zesde single die de top van de Billboard Hot 100 bereikt. "Cardigan" bereikte de top vijf in het Verenigd Koninkrijk en Ierland. In zowel Vlaanderen als Nederland belandde het nummer in de Tipparade. "Cardigan" behaalde wel de 57ste plek in de Single Top 100.
Daarnaast werden in de VS ook "betty" en "exile" uitgegeven als single. "Exile" werd naar alternatieve radiostations gestuurd en "betty" naar countrystations. In Nederland en Vlaanderen behaalde "betty" geen hitnoteringen, maar "exile" wel. In de Nederlandse Single Top 100 stond"exile" één week de 84ste plek. In Vlaanderen was het nummer een stuk populairder; het behaalde de 37ste plek en stond 17 weken in de Vlaamse Ultratop 50.
In Duitsland werd "the 1" uitgegeven als single. In Vlaanderen behaalde dit nummer geen hitnoteringen en in de Nederlandse Single Top 100 behaalde "the 1" slechts de 99ste plaats.

## Ontvangst
Folklore ontving positieve reacties. Volgens Metacritic, een website die albums een score van 0 tot 100 toekent op basis van alle (professionele) recensies, werd het album 27 gerecenseerd en kreeg het een gemiddelde score van 88. Het is daarmee Swifts best beoordeelde album volgens Metacritic.
Recensenten waren enthousiast dat Swift op folklore op verschillende vlakken experimenteerde met haar muziek. Onder andere Pitchfork complimenteerde Swifts vaardigheid om levendige verhalen te vertellen in haar nummers, ondanks dat ze niet allemaal over haarzelf gingen. Daarnaast paste folklore in de genres van alternative rock, indie en folk, in plaats van het popgenre dat op eerdere albums, zoals 1989, reputation, en Lover te horen was. Rob Sheffield van Rolling Stone benoemde dat Swifts muziek nog nooit zo relaxed en intiem had geklonken. Hij en Katie Moulton van Consequence of Sound vonden dat Swift volwassenheid had gevonden op folklore, een trend die al eerder werd opgemerkt in de recensies van Lover.
Hoewel vrijwel alle recensies een positieve ondertoon hadden, waren sommige recensenten ook kritisch. Zo vond Hannah Mylrea van NME het album vrij lang, waardoor niet alle nummers goed bij haar aansloegen. Daarnaast vonden sommige recensenten het overdreven om te zeggen dat Swift een hele andere richting op ging met folklore. Volgens Stephan Thomas Erlewine waren de nummers op folklore nog steeds duidelijk te herkennen als Taylor Swift nummers. Ten slotte schreef John Caramanica voor The New York Times dat hoewel er een aantal goede nummers op folklore stonden, Swifts gebruikelijke speelsheid en scherpzinnigheid ondergesneeuwd raakte door de serieuze indie rock productie.
Ook onder Nederlandse recensenten werd folklore overwegend positief ontvangen. Swifts nieuwe stijl op folklore werd vergeleken met muziek van Lana Del Rey en Phoebe Bridgers. Daarnaast benadrukten recensies Swifts songwritingkwaliteiten. Zo schreef het AD dat Swift op folklore "in grootse vorm als songschrijver [is]". Trouw voegde daar aan toe dat de minimale productie het gemakkelijker maakt om te focussen op de verhalen op folklore. De Volkskrant was minder enthousiast. Zij onderschreven de recensie van The New York Times dat de productie de kracht van het album smoort en dat de nummers niet ademen. Wel was de krant positief over 'simpele' nummers, zoals "betty". Ook de Telegraaf was niet laaiend enthousiast. De krant beschreef het album als "zestien melodisch uiteenlopende liedjes, die zonder uitschieters een dik uur doorkabbelen" en gaf het een "mooie zeven".
Folklore werd door verschillende media gezien als een van de beste albums van 2020. Onder andere Billboard, Insider, Rolling Stone en een van de recensenten van Variety noemden folklore zelfs het beste album van 2020. Ook de verschillende nummers van folklore (waaronder "the last great american dynasty", "mirrorball", "august", "invisible string" en "betty") werden onder de beste van 2020 geschaard.

### Verkoop
Op de eerste dag dat folklore uit was, werden de nummers op het album zo'n 80 miljoen keer via Spotify beluisterd. Daarmee verbrak Swift het record voor de meeste streams van een album binnen de eerste 24 uur na release. Dit stond eerder op naam van Ariana Grande. Haar album Thank U, Next werd op de eerste dag 70,2 miljoen keer beluisterd. Hiermee ontving Swift een Guinness World Record. Ook op Apple Music verbrak Swift het record voor het meest gestreamde popalbum in 24 uur tijd. In de eerste week dat het album uit was moest folklore het wel afleggen tegen Thank U, Next qua streams. Folklore werd namelijk 166,2 miljoen keer beluisterd in de eerste week in vergelijking met de 166,4 miljoen keer dat Thank U, Next beluisterd werd.
Daarnaast verkocht folklore in de eerste week dat het album uit was 846.000 exemplaren in de Verenigde Staten. Daarmee is het het album met de meeste verkopen in de openingsweek of iedere andere week sinds Swifts vorige album Lover. Ook is Swift daardoor de enige artiest met zeven albums die meer dan 500.000 albums verkocht in de eerste week sinds Nielsen Music dit bij begon te houden in 1991. Folklore debuteerde dan ook op de toppositie van de Billboard 200. Dat maakt Swift de enige vrouwelijke artiest met zeven albums die op de eerste plek van deze hitlijst debuteerde.
Folklore was wereldwijd het best verkochte album door een vrouwelijke artiest van 2020. In de Verenigde Staten werden volgens Rolling Stone 1,2 miljoen exemplaren verkocht en werd het album 1,1 miljard keer gestreamd. Daardoor is Swift de eerste artiest die sinds het begin van de huidige meting in 1992 vijf keer het best verkochte album van de Verenigde Staten had.
In Vlaanderen bereikte folklore de eerste plaats in de Ultratop 200 Albums. Daar stond het één week, waarna het acht weken in de top tien doorbracht. In Nederland stond folklore twee niet-opeenvolgende weken op de tweede plek in de Album Top 100 en vier weken in de top tien.

## Prijzen en nominaties
Folklore werd genomineerd voor twee Grammy Awards, waarvan Swift er één won, namelijk voor album van het jaar. Ook ontving Swift een nominatie voor het beste pop/rock album bij de American Music Awards, maar deze wist ze niet te verzilveren.
| Organisatie                 | Jaar | Award                                                | Resultaat   | Ref.   |
| --------------------------- | ---- | ---------------------------------------------------- | ----------- | ------ |
| Guinness World Records      | 2020 | Most day-one streams of an album on Spotify (female) | Gewonnen    | [ 40 ] |
| People's Choice Awards      | 2020 | The Album of 2020                                    | Genomineerd | [ 50 ] |
| American Music Awards       | 2020 | Favorite Pop/Rock Album                              | Genomineerd | [ 49 ] |
| Apple Music Awards          | 2020 | Songwriter of the Year (Folklore)                    | Gewonnen    | [ 51 ] |
| NetEase Annual Music Awards | 2020 | Top Western Album                                    | Gewonnen    | [ 52 ] |
| NetEase Annual Music Awards | 2020 | Top Folk Music Album                                 | Gewonnen    | [ 52 ] |
| Grammy Awards               | 2021 | Album of the Year                                    | Gewonnen    | [ 48 ] |
| Grammy Awards               | 2021 | Best Pop Vocal Album                                 | Genomineerd | [ 48 ] |

## Folklore: The Long Pond studio sessions
Omdat Swift na het uitbrengen van folklore niet kon optreden met het album vanwege de coronapandemie, besloot ze het album op een andere manier ten gehore te brengen, namelijk via een concertfilm. In deze concertfilm speelt ze samen met voornaamste producers, Jack Antonoff en Aaron Dessner, alle nummers van folklore in Dessners Long Pond Studio. Voor "exile" zong Justin Vernon zijn partij via videostream en Swift de hare in de Long Pond Studio met Dessner en Antonoff.
Tussen ieder optreden door bespreken Swift, Antonoff en Dessner hoe de nummers tot stand zijn gekomen, hoe ze zijn opgenomen en wat ze voor hen betekenen. In deze bespreking van de nummers geeft Swift ook toe dat William Bowery met wie ze "exile" en "betty" schreef een pseudoniem is voor haar vriend Joe Alwyn.
De concertfilm verscheen op 25 november 2020 op Disney+. Tegelijkertijd werd er een bijpassend album uitgegeven. Hierop zijn zowel de originele versies van de nummers op folklore te horen als de versies uit de concertfilm.

## Nummers
| 1.                 | The 1                           | Taylor Swift, Aaron Dessner          | Dessner                  | 3:30 |
| 2.                 | Cardigan                        | Swift, Dessner                       | Dessner                  | 3:59 |
| 3.                 | The Last Great American Dynasty | Swift, Dessner                       | Dessner                  | 3:51 |
| 4.                 | Exile (featuring Bon Iver)      | Swift, William Bowery, Justin Vernon | Dessner                  | 4:45 |
| 5.                 | My Tears Ricochet               | Swift                                | Jack Antonoff, Swift     | 4:15 |
| 6.                 | Mirrorball                      | Swift, Antonoff                      | Antonoff, Swift          | 3:29 |
| 7.                 | Seven                           | Swift, Dessner                       | Dessner                  | 3:28 |
| 8.                 | August                          | Swift, Antonoff                      | Antonoff, Swift          | 4:21 |
| 9.                 | This Is Me Trying               | Swift, Antonoff                      | Antonoff, Swift          | 3:15 |
| 10.                | Illicit Affairs                 | Swift, Antonoff                      | Antonoff, Swift          | 3:10 |
| 11.                | Invisible String                | Swift, Dessner                       | Dessner                  | 4:12 |
| 12.                | Mad Woman                       | Swift, Dessner                       | Dessner                  | 3:57 |
| 13.                | Epiphany                        | Swift, Dessner                       | Dessner                  | 4:49 |
| 14.                | Betty                           | Swift, Bowery                        | Dessner, Antonoff, Swift | 4:54 |
| 15.                | Peace                           | Swift, Dessner                       | Dessner                  | 3:54 |
| 16.                | Hoax                            | Swift, Dessner                       | Dessner                  | 3:40 |
| Totale duur: 63:29 |                                 |                                      |                          |      |

| Nr. | Titel     | Schrijver(s)    | Producent(en)   | Duur |
| --- | --------- | --------------- | --------------- | ---- |
| 17. | The Lakes | Swift, Antonoff | Antonoff, Swift | 3:32 |

Opmerkingen
- Alle nummers zijn gestileerd in kleine letters.

## Hitnoteringen

### NederlandseAlbum Top 100
| Hitnotering: (Week 1 t/m 16) 01-08-2020 t/m 14-11-2020 Hitnotering: (Week 17 t/m 27) 28-11-2020 t/m 06-02-2021 Hitnotering: (Week 28 t/m 36) 20-02-2021 t/m 17-04-2021 Hitnotering: (Week 37) 10-07-2021 Hitnotering: (Week 38) 04-09-2021 Hitnotering: (Week 39) 25-09-2021 Hitnotering: (Week 40 t/m 48) 09-10-2021 t/m 04-12-2021 Hitnotering: (Week 49) 25-06-2022 Hitnotering: (Week 50 t/m 80) 06-08-2022 t/m 04-03-2023 Hitnotering: (Week 81 t/m 84) 25-03-2023 t/m heden | Hitnotering: (Week 1 t/m 16) 01-08-2020 t/m 14-11-2020 Hitnotering: (Week 17 t/m 27) 28-11-2020 t/m 06-02-2021 Hitnotering: (Week 28 t/m 36) 20-02-2021 t/m 17-04-2021 Hitnotering: (Week 37) 10-07-2021 Hitnotering: (Week 38) 04-09-2021 Hitnotering: (Week 39) 25-09-2021 Hitnotering: (Week 40 t/m 48) 09-10-2021 t/m 04-12-2021 Hitnotering: (Week 49) 25-06-2022 Hitnotering: (Week 50 t/m 80) 06-08-2022 t/m 04-03-2023 Hitnotering: (Week 81 t/m 84) 25-03-2023 t/m heden | Hitnotering: (Week 1 t/m 16) 01-08-2020 t/m 14-11-2020 Hitnotering: (Week 17 t/m 27) 28-11-2020 t/m 06-02-2021 Hitnotering: (Week 28 t/m 36) 20-02-2021 t/m 17-04-2021 Hitnotering: (Week 37) 10-07-2021 Hitnotering: (Week 38) 04-09-2021 Hitnotering: (Week 39) 25-09-2021 Hitnotering: (Week 40 t/m 48) 09-10-2021 t/m 04-12-2021 Hitnotering: (Week 49) 25-06-2022 Hitnotering: (Week 50 t/m 80) 06-08-2022 t/m 04-03-2023 Hitnotering: (Week 81 t/m 84) 25-03-2023 t/m heden | Hitnotering: (Week 1 t/m 16) 01-08-2020 t/m 14-11-2020 Hitnotering: (Week 17 t/m 27) 28-11-2020 t/m 06-02-2021 Hitnotering: (Week 28 t/m 36) 20-02-2021 t/m 17-04-2021 Hitnotering: (Week 37) 10-07-2021 Hitnotering: (Week 38) 04-09-2021 Hitnotering: (Week 39) 25-09-2021 Hitnotering: (Week 40 t/m 48) 09-10-2021 t/m 04-12-2021 Hitnotering: (Week 49) 25-06-2022 Hitnotering: (Week 50 t/m 80) 06-08-2022 t/m 04-03-2023 Hitnotering: (Week 81 t/m 84) 25-03-2023 t/m heden | Hitnotering: (Week 1 t/m 16) 01-08-2020 t/m 14-11-2020 Hitnotering: (Week 17 t/m 27) 28-11-2020 t/m 06-02-2021 Hitnotering: (Week 28 t/m 36) 20-02-2021 t/m 17-04-2021 Hitnotering: (Week 37) 10-07-2021 Hitnotering: (Week 38) 04-09-2021 Hitnotering: (Week 39) 25-09-2021 Hitnotering: (Week 40 t/m 48) 09-10-2021 t/m 04-12-2021 Hitnotering: (Week 49) 25-06-2022 Hitnotering: (Week 50 t/m 80) 06-08-2022 t/m 04-03-2023 Hitnotering: (Week 81 t/m 84) 25-03-2023 t/m heden | Hitnotering: (Week 1 t/m 16) 01-08-2020 t/m 14-11-2020 Hitnotering: (Week 17 t/m 27) 28-11-2020 t/m 06-02-2021 Hitnotering: (Week 28 t/m 36) 20-02-2021 t/m 17-04-2021 Hitnotering: (Week 37) 10-07-2021 Hitnotering: (Week 38) 04-09-2021 Hitnotering: (Week 39) 25-09-2021 Hitnotering: (Week 40 t/m 48) 09-10-2021 t/m 04-12-2021 Hitnotering: (Week 49) 25-06-2022 Hitnotering: (Week 50 t/m 80) 06-08-2022 t/m 04-03-2023 Hitnotering: (Week 81 t/m 84) 25-03-2023 t/m heden | Hitnotering: (Week 1 t/m 16) 01-08-2020 t/m 14-11-2020 Hitnotering: (Week 17 t/m 27) 28-11-2020 t/m 06-02-2021 Hitnotering: (Week 28 t/m 36) 20-02-2021 t/m 17-04-2021 Hitnotering: (Week 37) 10-07-2021 Hitnotering: (Week 38) 04-09-2021 Hitnotering: (Week 39) 25-09-2021 Hitnotering: (Week 40 t/m 48) 09-10-2021 t/m 04-12-2021 Hitnotering: (Week 49) 25-06-2022 Hitnotering: (Week 50 t/m 80) 06-08-2022 t/m 04-03-2023 Hitnotering: (Week 81 t/m 84) 25-03-2023 t/m heden | Hitnotering: (Week 1 t/m 16) 01-08-2020 t/m 14-11-2020 Hitnotering: (Week 17 t/m 27) 28-11-2020 t/m 06-02-2021 Hitnotering: (Week 28 t/m 36) 20-02-2021 t/m 17-04-2021 Hitnotering: (Week 37) 10-07-2021 Hitnotering: (Week 38) 04-09-2021 Hitnotering: (Week 39) 25-09-2021 Hitnotering: (Week 40 t/m 48) 09-10-2021 t/m 04-12-2021 Hitnotering: (Week 49) 25-06-2022 Hitnotering: (Week 50 t/m 80) 06-08-2022 t/m 04-03-2023 Hitnotering: (Week 81 t/m 84) 25-03-2023 t/m heden | Hitnotering: (Week 1 t/m 16) 01-08-2020 t/m 14-11-2020 Hitnotering: (Week 17 t/m 27) 28-11-2020 t/m 06-02-2021 Hitnotering: (Week 28 t/m 36) 20-02-2021 t/m 17-04-2021 Hitnotering: (Week 37) 10-07-2021 Hitnotering: (Week 38) 04-09-2021 Hitnotering: (Week 39) 25-09-2021 Hitnotering: (Week 40 t/m 48) 09-10-2021 t/m 04-12-2021 Hitnotering: (Week 49) 25-06-2022 Hitnotering: (Week 50 t/m 80) 06-08-2022 t/m 04-03-2023 Hitnotering: (Week 81 t/m 84) 25-03-2023 t/m heden | Hitnotering: (Week 1 t/m 16) 01-08-2020 t/m 14-11-2020 Hitnotering: (Week 17 t/m 27) 28-11-2020 t/m 06-02-2021 Hitnotering: (Week 28 t/m 36) 20-02-2021 t/m 17-04-2021 Hitnotering: (Week 37) 10-07-2021 Hitnotering: (Week 38) 04-09-2021 Hitnotering: (Week 39) 25-09-2021 Hitnotering: (Week 40 t/m 48) 09-10-2021 t/m 04-12-2021 Hitnotering: (Week 49) 25-06-2022 Hitnotering: (Week 50 t/m 80) 06-08-2022 t/m 04-03-2023 Hitnotering: (Week 81 t/m 84) 25-03-2023 t/m heden | Hitnotering: (Week 1 t/m 16) 01-08-2020 t/m 14-11-2020 Hitnotering: (Week 17 t/m 27) 28-11-2020 t/m 06-02-2021 Hitnotering: (Week 28 t/m 36) 20-02-2021 t/m 17-04-2021 Hitnotering: (Week 37) 10-07-2021 Hitnotering: (Week 38) 04-09-2021 Hitnotering: (Week 39) 25-09-2021 Hitnotering: (Week 40 t/m 48) 09-10-2021 t/m 04-12-2021 Hitnotering: (Week 49) 25-06-2022 Hitnotering: (Week 50 t/m 80) 06-08-2022 t/m 04-03-2023 Hitnotering: (Week 81 t/m 84) 25-03-2023 t/m heden | Hitnotering: (Week 1 t/m 16) 01-08-2020 t/m 14-11-2020 Hitnotering: (Week 17 t/m 27) 28-11-2020 t/m 06-02-2021 Hitnotering: (Week 28 t/m 36) 20-02-2021 t/m 17-04-2021 Hitnotering: (Week 37) 10-07-2021 Hitnotering: (Week 38) 04-09-2021 Hitnotering: (Week 39) 25-09-2021 Hitnotering: (Week 40 t/m 48) 09-10-2021 t/m 04-12-2021 Hitnotering: (Week 49) 25-06-2022 Hitnotering: (Week 50 t/m 80) 06-08-2022 t/m 04-03-2023 Hitnotering: (Week 81 t/m 84) 25-03-2023 t/m heden | Hitnotering: (Week 1 t/m 16) 01-08-2020 t/m 14-11-2020 Hitnotering: (Week 17 t/m 27) 28-11-2020 t/m 06-02-2021 Hitnotering: (Week 28 t/m 36) 20-02-2021 t/m 17-04-2021 Hitnotering: (Week 37) 10-07-2021 Hitnotering: (Week 38) 04-09-2021 Hitnotering: (Week 39) 25-09-2021 Hitnotering: (Week 40 t/m 48) 09-10-2021 t/m 04-12-2021 Hitnotering: (Week 49) 25-06-2022 Hitnotering: (Week 50 t/m 80) 06-08-2022 t/m 04-03-2023 Hitnotering: (Week 81 t/m 84) 25-03-2023 t/m heden | Hitnotering: (Week 1 t/m 16) 01-08-2020 t/m 14-11-2020 Hitnotering: (Week 17 t/m 27) 28-11-2020 t/m 06-02-2021 Hitnotering: (Week 28 t/m 36) 20-02-2021 t/m 17-04-2021 Hitnotering: (Week 37) 10-07-2021 Hitnotering: (Week 38) 04-09-2021 Hitnotering: (Week 39) 25-09-2021 Hitnotering: (Week 40 t/m 48) 09-10-2021 t/m 04-12-2021 Hitnotering: (Week 49) 25-06-2022 Hitnotering: (Week 50 t/m 80) 06-08-2022 t/m 04-03-2023 Hitnotering: (Week 81 t/m 84) 25-03-2023 t/m heden | Hitnotering: (Week 1 t/m 16) 01-08-2020 t/m 14-11-2020 Hitnotering: (Week 17 t/m 27) 28-11-2020 t/m 06-02-2021 Hitnotering: (Week 28 t/m 36) 20-02-2021 t/m 17-04-2021 Hitnotering: (Week 37) 10-07-2021 Hitnotering: (Week 38) 04-09-2021 Hitnotering: (Week 39) 25-09-2021 Hitnotering: (Week 40 t/m 48) 09-10-2021 t/m 04-12-2021 Hitnotering: (Week 49) 25-06-2022 Hitnotering: (Week 50 t/m 80) 06-08-2022 t/m 04-03-2023 Hitnotering: (Week 81 t/m 84) 25-03-2023 t/m heden | Hitnotering: (Week 1 t/m 16) 01-08-2020 t/m 14-11-2020 Hitnotering: (Week 17 t/m 27) 28-11-2020 t/m 06-02-2021 Hitnotering: (Week 28 t/m 36) 20-02-2021 t/m 17-04-2021 Hitnotering: (Week 37) 10-07-2021 Hitnotering: (Week 38) 04-09-2021 Hitnotering: (Week 39) 25-09-2021 Hitnotering: (Week 40 t/m 48) 09-10-2021 t/m 04-12-2021 Hitnotering: (Week 49) 25-06-2022 Hitnotering: (Week 50 t/m 80) 06-08-2022 t/m 04-03-2023 Hitnotering: (Week 81 t/m 84) 25-03-2023 t/m heden | Hitnotering: (Week 1 t/m 16) 01-08-2020 t/m 14-11-2020 Hitnotering: (Week 17 t/m 27) 28-11-2020 t/m 06-02-2021 Hitnotering: (Week 28 t/m 36) 20-02-2021 t/m 17-04-2021 Hitnotering: (Week 37) 10-07-2021 Hitnotering: (Week 38) 04-09-2021 Hitnotering: (Week 39) 25-09-2021 Hitnotering: (Week 40 t/m 48) 09-10-2021 t/m 04-12-2021 Hitnotering: (Week 49) 25-06-2022 Hitnotering: (Week 50 t/m 80) 06-08-2022 t/m 04-03-2023 Hitnotering: (Week 81 t/m 84) 25-03-2023 t/m heden | Hitnotering: (Week 1 t/m 16) 01-08-2020 t/m 14-11-2020 Hitnotering: (Week 17 t/m 27) 28-11-2020 t/m 06-02-2021 Hitnotering: (Week 28 t/m 36) 20-02-2021 t/m 17-04-2021 Hitnotering: (Week 37) 10-07-2021 Hitnotering: (Week 38) 04-09-2021 Hitnotering: (Week 39) 25-09-2021 Hitnotering: (Week 40 t/m 48) 09-10-2021 t/m 04-12-2021 Hitnotering: (Week 49) 25-06-2022 Hitnotering: (Week 50 t/m 80) 06-08-2022 t/m 04-03-2023 Hitnotering: (Week 81 t/m 84) 25-03-2023 t/m heden | Hitnotering: (Week 1 t/m 16) 01-08-2020 t/m 14-11-2020 Hitnotering: (Week 17 t/m 27) 28-11-2020 t/m 06-02-2021 Hitnotering: (Week 28 t/m 36) 20-02-2021 t/m 17-04-2021 Hitnotering: (Week 37) 10-07-2021 Hitnotering: (Week 38) 04-09-2021 Hitnotering: (Week 39) 25-09-2021 Hitnotering: (Week 40 t/m 48) 09-10-2021 t/m 04-12-2021 Hitnotering: (Week 49) 25-06-2022 Hitnotering: (Week 50 t/m 80) 06-08-2022 t/m 04-03-2023 Hitnotering: (Week 81 t/m 84) 25-03-2023 t/m heden | Hitnotering: (Week 1 t/m 16) 01-08-2020 t/m 14-11-2020 Hitnotering: (Week 17 t/m 27) 28-11-2020 t/m 06-02-2021 Hitnotering: (Week 28 t/m 36) 20-02-2021 t/m 17-04-2021 Hitnotering: (Week 37) 10-07-2021 Hitnotering: (Week 38) 04-09-2021 Hitnotering: (Week 39) 25-09-2021 Hitnotering: (Week 40 t/m 48) 09-10-2021 t/m 04-12-2021 Hitnotering: (Week 49) 25-06-2022 Hitnotering: (Week 50 t/m 80) 06-08-2022 t/m 04-03-2023 Hitnotering: (Week 81 t/m 84) 25-03-2023 t/m heden | Hitnotering: (Week 1 t/m 16) 01-08-2020 t/m 14-11-2020 Hitnotering: (Week 17 t/m 27) 28-11-2020 t/m 06-02-2021 Hitnotering: (Week 28 t/m 36) 20-02-2021 t/m 17-04-2021 Hitnotering: (Week 37) 10-07-2021 Hitnotering: (Week 38) 04-09-2021 Hitnotering: (Week 39) 25-09-2021 Hitnotering: (Week 40 t/m 48) 09-10-2021 t/m 04-12-2021 Hitnotering: (Week 49) 25-06-2022 Hitnotering: (Week 50 t/m 80) 06-08-2022 t/m 04-03-2023 Hitnotering: (Week 81 t/m 84) 25-03-2023 t/m heden |
| Week: | 1 | 2 | 3 | 4 | 5 | 6 | 7 | 8 | 9 | 10 | 11 | 12 | 13 | 14 | 15 | 16 | | 17 | 18 | 19 |
| --- | --- | --- | --- | --- | --- | --- | --- | --- | --- | --- | --- | --- | --- | --- | --- | --- | --- | --- | --- | --- |
| Positie: | 2 | 10 | 2 | 9 | 11 | 18 | 25 | 28 | 29 | 41 | 52 | 67 | 67 | 70 | 83 | 94 | uit | 63 | 38 | 75 |
| Week: | 20 | 21 | 22 | 23 | 24 | 25 | 26 | 27 | | 28 | 29 | 30 | 31 | 32 | 33 | 34 | 35 | 36 | | 37 |
| Positie: | 31 | 35 | 77 | 38 | 61 | 74 | 75 | 85 | uit | 38 | 33 | 93 | 69 | 28 | 69 | 77 | 73 | 100 | uit | 89 |
| Week: | | 38 | | 39 | | 40 | 41 | 42 | 43 | 44 | 45 | 46 | 47 | 48 | | 49 | | 50 | 51 | 52 |
| Positie: | uit | 83 | uit | 98 | uit | 88 | 77 | 94 | 74 | 83 | 78 | 69 | 69 | 65 | uit | 66 | uit | 59 | 80 | 80 |
| Week: | 53 | 54 | 55 | 56 | 57 | 58 | 59 | 60 | 61 | 62 | 63 | 64 | 65 | 66 | 67 | 68 | 69 | 70 | 72 | 71 |
| Positie: | 85 | 46 | 55 | 50 | 54 | 48 | 44 | 34 | 37 | 35 | 41 | 53 | 54 | 53 | 47 | 66 | 56 | 54 | 99 | 68 |
| Week: | 73 | 74 | 75 | 76 | 77 | 78 | 79 | 80 | | 81 | 82 | 83 | 84 | | | | | | | |
| Positie: | 53 | 56 | 64 | 51 | 62 | 82 | 69 | 94 | uit | 47 | 50 | 55 | 53 | | | | | | | |

### VlaamseUltratop 200 Albums
| Hitnotering: (Week 1 t/m 180) 01-08-2020 t/m heden | Hitnotering: (Week 1 t/m 180) 01-08-2020 t/m heden | Hitnotering: (Week 1 t/m 180) 01-08-2020 t/m heden | Hitnotering: (Week 1 t/m 180) 01-08-2020 t/m heden | Hitnotering: (Week 1 t/m 180) 01-08-2020 t/m heden | Hitnotering: (Week 1 t/m 180) 01-08-2020 t/m heden | Hitnotering: (Week 1 t/m 180) 01-08-2020 t/m heden | Hitnotering: (Week 1 t/m 180) 01-08-2020 t/m heden | Hitnotering: (Week 1 t/m 180) 01-08-2020 t/m heden | Hitnotering: (Week 1 t/m 180) 01-08-2020 t/m heden | Hitnotering: (Week 1 t/m 180) 01-08-2020 t/m heden | Hitnotering: (Week 1 t/m 180) 01-08-2020 t/m heden | Hitnotering: (Week 1 t/m 180) 01-08-2020 t/m heden | Hitnotering: (Week 1 t/m 180) 01-08-2020 t/m heden | Hitnotering: (Week 1 t/m 180) 01-08-2020 t/m heden | Hitnotering: (Week 1 t/m 180) 01-08-2020 t/m heden | Hitnotering: (Week 1 t/m 180) 01-08-2020 t/m heden | Hitnotering: (Week 1 t/m 180) 01-08-2020 t/m heden | Hitnotering: (Week 1 t/m 180) 01-08-2020 t/m heden | Hitnotering: (Week 1 t/m 180) 01-08-2020 t/m heden | Hitnotering: (Week 1 t/m 180) 01-08-2020 t/m heden |
| Week:                                              | 1                                                  | 2                                                  | 3                                                  | 4                                                  | 5                                                  | 6                                                  | 7                                                  | 8                                                  | 9                                                  | 10                                                 | 11                                                 | 12                                                 | 13                                                 | 14                                                 | 15                                                 | 16                                                 | 17                                                 | 18                                                 | 19                                                 | 20                                                 |
| -------------------------------------------------- | -------------------------------------------------- | -------------------------------------------------- | -------------------------------------------------- | -------------------------------------------------- | -------------------------------------------------- | -------------------------------------------------- | -------------------------------------------------- | -------------------------------------------------- | -------------------------------------------------- | -------------------------------------------------- | -------------------------------------------------- | -------------------------------------------------- | -------------------------------------------------- | -------------------------------------------------- | -------------------------------------------------- | -------------------------------------------------- | -------------------------------------------------- | -------------------------------------------------- | -------------------------------------------------- | -------------------------------------------------- |
| Positie:                                           | 1                                                  | 3                                                  | 2                                                  | 4                                                  | 7                                                  | 8                                                  | 9                                                  | 7                                                  | 11                                                 | 19                                                 | 21                                                 | 19                                                 | 16                                                 | 19                                                 | 33                                                 | 39                                                 | 43                                                 | 29                                                 | 12                                                 | 45                                                 |
| Week:                                              | 21                                                 | 22                                                 | 23                                                 | 24                                                 | 25                                                 | 26                                                 | 27                                                 | 28                                                 | 29                                                 | 30                                                 | 31                                                 | 32                                                 | 33                                                 | 34                                                 | 35                                                 | 36                                                 | 37                                                 | 38                                                 | 39                                                 | 40                                                 |
| Positie:                                           | 14                                                 | 27                                                 | 23                                                 | 17                                                 | 21                                                 | 19                                                 | 25                                                 | 39                                                 | 42                                                 | 17                                                 | 34                                                 | 44                                                 | 36                                                 | 30                                                 | 24                                                 | 49                                                 | 81                                                 | 42                                                 | 50                                                 | 63                                                 |
| Week:                                              | 41                                                 | 42                                                 | 43                                                 | 44                                                 | 45                                                 | 46                                                 | 47                                                 | 48                                                 | 49                                                 | 50                                                 | 51                                                 | 52                                                 | 53                                                 | 54                                                 | 55                                                 | 56                                                 | 57                                                 | 58                                                 | 59                                                 | 60                                                 |
| Positie:                                           | 77                                                 | 107                                                | 110                                                | 56                                                 | 153                                                | 101                                                | 135                                                | 48                                                 | 64                                                 | 70                                                 | 44                                                 | 58                                                 | 58                                                 | 80                                                 | 82                                                 | 105                                                | 94                                                 | 86                                                 | 103                                                | 76                                                 |
| Week:                                              | 61                                                 | 62                                                 | 63                                                 | 64                                                 | 65                                                 | 66                                                 | 67                                                 | 68                                                 | 69                                                 | 70                                                 | 71                                                 | 72                                                 | 73                                                 | 74                                                 | 75                                                 | 76                                                 | 77                                                 | 78                                                 | 79                                                 | 80                                                 |
| Positie                                            | 61                                                 | 61                                                 | 65                                                 | 69                                                 | 72                                                 | 60                                                 | 63                                                 | 72                                                 | 37                                                 | 48                                                 | 52                                                 | 65                                                 | 86                                                 | 125                                                | 128                                                | 85                                                 | 81                                                 | 97                                                 | 59                                                 | 59                                                 |
| Week:                                              | 81                                                 | 82                                                 | 83                                                 | 84                                                 | 85                                                 | 86                                                 | 87                                                 | 88                                                 | 89                                                 | 90                                                 | 91                                                 | 92                                                 | 93                                                 | 94                                                 | 95                                                 | 96                                                 | 97                                                 | 98                                                 | 99                                                 | 100                                                |
| Positie:                                           | 58                                                 | 48                                                 | 55                                                 | 87                                                 | 84                                                 | 86                                                 | 100                                                | 136                                                | 117                                                | 108                                                | 128                                                | 101                                                | 144                                                | 91                                                 | 104                                                | 67                                                 | 66                                                 | 73                                                 | 80                                                 | 48                                                 |
| Week:                                              | 101                                                | 102                                                | 103                                                | 104                                                | 105                                                | 106                                                | 107                                                | 108                                                | 109                                                | 110                                                | 111                                                | 112                                                | 113                                                | 114                                                | 115                                                | 116                                                | 117                                                | 118                                                | 119                                                | 120                                                |
| Positie:                                           | 52                                                 | 107                                                | 83                                                 | 110                                                | 62                                                 | 42                                                 | 45                                                 | 81                                                 | 30                                                 | 29                                                 | 25                                                 | 43                                                 | 40                                                 | 32                                                 | 38                                                 | 19                                                 | 22                                                 | 26                                                 | 32                                                 | 37                                                 |
| Week:                                              | 121                                                | 122                                                | 123                                                | 124                                                | 125                                                | 126                                                | 127                                                | 128                                                | 129                                                | 130                                                | 131                                                | 132                                                | 133                                                | 134                                                | 135                                                | 136                                                | 137                                                | 138                                                | 139                                                | 140                                                |
| Positie:                                           | 31                                                 | 22                                                 | 44                                                 | 40                                                 | 34                                                 | 33                                                 | 52                                                 | 44                                                 | 30                                                 | 34                                                 | 38                                                 | 40                                                 | 46                                                 | 28                                                 | 51                                                 | 66                                                 | 56                                                 | 65                                                 | 33                                                 | 36                                                 |
| Week:                                              | 141                                                | 142                                                | 143                                                | 144                                                | 145                                                | 146                                                | 147                                                | 148                                                | 149                                                | 150                                                | 151                                                | 152                                                | 153                                                | 154                                                | 155                                                | 156                                                | 157                                                | 158                                                | 159                                                | 160                                                |
| Positie:                                           | 49                                                 | 36                                                 | 40                                                 | 41                                                 | 39                                                 | 40                                                 | 41                                                 | 39                                                 | 40                                                 | 38                                                 | 34                                                 | 30                                                 | 25                                                 | 19                                                 | 25                                                 | 29                                                 | 20                                                 | 16                                                 | 13                                                 | 7                                                  |
| Week:                                              | 161                                                | 162                                                | 163                                                | 164                                                | 165                                                | 166                                                | 167                                                | 168                                                | 169                                                | 170                                                | 171                                                | 172                                                | 173                                                | 174                                                | 175                                                | 176                                                | 177                                                | 178                                                | 179                                                | 180                                                |
| Positie:                                           | 11                                                 | 8                                                  | 13                                                 | 15                                                 | 11                                                 | 14                                                 | 21                                                 | 21                                                 | 16                                                 | 13                                                 | 18                                                 | 16                                                 | 18                                                 | 20                                                 | 18                                                 | 19                                                 | 18                                                 | 22                                                 | 29                                                 | 17                                                 |